# 阔叶瓦韦
阔叶瓦韦（学名：Lepisorus tosaensis）为水龙骨科瓦韦属下的一个种。

## 扩展阅读
- 維基物種上的相關：阔叶瓦韦